# Liste der Kulturgüter in Himmelried
Die Liste der Kulturgüter in Himmelried enthält alle Objekte in der Gemeinde Himmelried im Kanton Solothurn, die gemäss der Haager Konvention zum Schutz von Kulturgut bei bewaffneten Konflikten, dem Bundesgesetz vom 20. Juni 2014 über den Schutz der Kulturgüter bei bewaffneten Konflikten sowie der Verordnung vom 29. Oktober 2014 über den Schutz der Kulturgüter bei bewaffneten Konflikten unter Schutz stehen.
Objekte der Kategorien A und B sind vollständig in der Liste enthalten, Objekte der Kategorie C fehlen zurzeit (Stand: 1. Januar 2023).

## Kulturgüter
| Foto |                                                                                          | Objekt                                                       | Kat. | Typ | Standort                                        | Beschreibung |
| ---- | ---------------------------------------------------------------------------------------- | ------------------------------------------------------------ | ---- | --- | ----------------------------------------------- | ------------ |
| ja   | Datei hochladen · Wikidata zu Kastelhöhle (paläolithische Wohnhöhle) (Q29525169)         | Kastelhöhle (paläolithische Wohnhöhle) KGS-Nr.: 04563        | A    | F   | Schindelboden im Kaltbrunnental 609817 / 252952 |              |
| BW   | Datei hochladen · Wikidata zu Heidenküche, altsteinzeitliche Höhlensiedlung (Q116844013) | Heidenküche, altsteinzeitliche Höhlensiedlung KGS-Nr.: 01967 | B    | F   | Lipplisfelsen 609860 / 253470                   |              |
| ja   | Datei hochladen · Wikidata zu Pfarrkirche St. Franz Xaver (1807–09) (Q29880865)          | Pfarrkirche St. Franz Xaver KGS-Nr.: 13972                   | B    | G   | Seewenstrasse 66 612059 / 252392                |              |
| ja   | Datei hochladen · Wikidata zu Gemeindehaus (1851) (Q29880864)                            | Gemeindehaus KGS-Nr.: 13973                                  | B    | G   | Hauptgasse 52 612038 / 252407                   |              |